# Sindrit Guri
Sindrit Guri (Shkodër, 23 oktober 1993) is een Albanees voetballer. Hij speelt momenteel bij KV Oostende.

## Carrière

### Clubcarrière
Guri is afkomstig uit de jeugdopleiding van Vllaznia Skhodër. Guri slaagde er, ondanks uitleenbeurten aan KS Besa Kavajë en KS Kastrioti Krujë, niet in om door te breken bij Skhodër. In 2015 trok hij naar de Albanese tweedeklasser KF Korabi Peshkopi, waar hij helemaal doorbrak. Het leverde hem een transfer op naar KF Kukësi, waarmee hij in zijn eerste seizoen meteen landskampioen werd. In het kampioenenjaar was hij evenwel slechts goed voor twee doelpunten. Pas in het tweede seizoen bij Kukësi brak hij door: met twintig competitiedoelpunten kwam hij slechts één doelpunt te kort om nationaal topschutter te worden.
Op 15 mei 2018 tekende Guri een driejarig contract bij KV Oostende. Hij scoorde zijn eerste doelpunt voor de kustclub op 5 augustus 2018 in de 5-2-nederlaag tegen RSC Anderlecht.

### Interlandcarrière
Guri maakte op 29 mei 2018 zijn debuut voor Albanië in de oefeninterland tegen Kosovo. Hij werd na 68 minuten gewisseld voor Mërgim Mavraj.

## Statistieken
| Seizoen | Club                 | Land    | Competitie          | Duels | Doelp. |
| ------- | -------------------- | ------- | ------------------- | ----- | ------ |
| 2011/12 | KS Vllaznia          | Albanië | Kategoria Superiore | 9     | 0      |
| 2012/13 | KS Vllaznia          | Albanië | Kategoria Superiore | 4     | 1      |
| 2013/14 | → KS Besa Kavajë     | Albanië | Kategoria Superiore | 27    | 1      |
| 2014/15 | → KS Kastrioti Krujë | Albanië | Kategoria e Parë    | 10    | 0      |
| 2014/15 | KS Vllaznia          | Albanië | Kategoria Superiore | 7     | 0      |
| 2015/16 | KF Korabi Peshkopi   | Albanië | Kategoria e Parë    | 27    | 20     |
| 2016/17 | KF Kukësi            | Albanië | Kategoria Superiore | 24    | 2      |
| 2017/18 | KF Kukësi            | Albanië | Kategoria Superiore | 34    | 20     |
| 2018/19 | KV Oostende          | België  | Jupiler Pro League  | 30    | 3      |
| 2019/20 | KV Oostende          | België  | Jupiler Pro League  | 15    | 2      |
| 2020/21 | KV Oostende          | België  | Jupiler Pro League  | 3     | 0      |
| Totaal  | Totaal               | Totaal  | Totaal              | 187   | 47     |